# 시모토고촌
시모토고촌(下東郷村)은 일본 가고시마현 사쓰마군에 설치되었던 촌이다. 현재의 사쓰마센다이시의 일부에 해당한다.